# Johann Gottfried Bergmann
Johann Gottfried Bergmann   (Reichenbach, 10 de maig de 1795 - 4 de juliol de 1831) fou un actor de la cort reial saxona i tenor de l'òpera.

## Biografia
Nascut a Reichenbach, a prop de Königsbrück, fill de pares humils i incapaç de practicar un comerç per un accident a la seva infantesa, Bergmann va haver de contribuir al seu propi subsistència des de ben aviat. Tot i això, va assistir a l'escola i va ser promogut pel seu pare, que era violinista, en el camp de la música. Després d'escoltar per primera vegada un cor polifònic en una fira, es va preparar de la forma més privada possible per ser acceptat al "Singchor" de Dresden. El seu pare, però, va creure que només podia finançar una educació en un seminari de professors, però Bergmann va poder fer un examen d'accés a la "Kreuzschuleamb" la intercessió del sacerdot local, amb qui havia tingut lliçons de llatí. En els sis anys escolars que hi va passar, va patir penuries materials i va passar per diverses malalties greus. Per la pobresa, finalment va decidir convertir-se en mestre d'escola i va aprendre a tocar l'orgue amb aquest propòsit. El 15 d'octubre de 1814 va ser nomenat cantor a Senftenberg. El setembre de 1816 es va comprometre amb el "Royal Saxon Court Theatre" de Dresden gràcies a la seva bella veu de tenor; el cantant Miksch i l'actor Joseph Anton Christ el va formar més en els seus temes. L'actor de la cort, Christ, també es convertí en el sogre de Bergmann el 23 d'octubre de 1821; Demoiselle Henriette Christ també pertanyia al teatre de la cort.
Els papers preferits de Bergmann van incloure Pylades a Iphigénie en Tauride, Florestan a Fidelio i Don Ottavio a Don Giovanni. Es va elogiar la seva veu de tenor fonent en un resum de la seva vida a la Nova Necrologia dels Alemanys, tot i que era més adequada a la interpretació de cançons que al cant de bravura. Tot i que la seva aparença no havia estat "avantatjosa per a l'escenari", "la seva elevada figura esvelta, la seva decència i altra bona postura" havien assegurat que almenys "no l'havia destorbat".
Bergmann va morir a Dresden als 36 anys.